# دانشگاه اوری وال دسون
دانشگاه آوری (Université d'Évry-Val-d'Essonne) دانشگاه دولتی واقع در آوری، اسون فرانسه است. این دانشگاه در دهه نود میلادی تأسیس گردیده‌است. در این دانشگاه بالغ بر ده هزار دانشجو تحصیل می‌نمایندو دارای چهار کتابخانه در کامپوس اصلی است.وزارت علوم این دانشگاه را در دسته دانشگاه‌های خوب ارزیابی نموده‌است.